# Piper stipulaceum
Piper stipulaceum är en pepparväxtart som beskrevs av Philipp Filip Maximilian Opiz. Piper stipulaceum ingår i släktet Piper och familjen pepparväxter. Inga underarter finns listade i Catalogue of Life.